# S/2018 J 4
S/2018 J 4 — невеликий зовнішній супутник Юпітера, відкритий Скоттом Шеппардом 11 травня 2018 року за допомогою 4-метрового телескопа імені Віктора Бланко в обсерваторії Серро-Тололо в Чилі. Про відкриття супутника було оголошено Центром малих планет 20 січня 2023 року після того, як спостереження були зібрані протягом достатньо тривалого періоду часу, щоб підтвердити його орбіту. Супутник має діаметр близько 2 км та абсолютну зоряну величину 16,7.
S/2018 J 4 — неправильний супутник на сильно нахиленій проградній орбіті під кутом 53° до площини екліптики. Він належить до тієї ж групи, що й супутник Карпо, який до відкриття S/2018 J 4 вважався позагруповим супутником. Як і в усіх неправильних супутників Юпітера, орбіта S/2018 J 4 сильно змінюється з часом через гравітаційні збурення від Сонця та інших планет. У середньому орбіта S/2018 J 4 має велику піввісь 16,3 млн км, ексцентриситет 0,18 і дуже великий нахил до екліптики 50°.
Дуже великий нахил S/2018 J 4 піддає його впливу резонансу Лідова–Козаї, що спричиняє періодичний обмін між його ексцентриситетом і нахилом орбіти, тоді як його аргумент перицентру коливається навколо постійного значення без прецесії лінії апсид.